# Marie Aubert

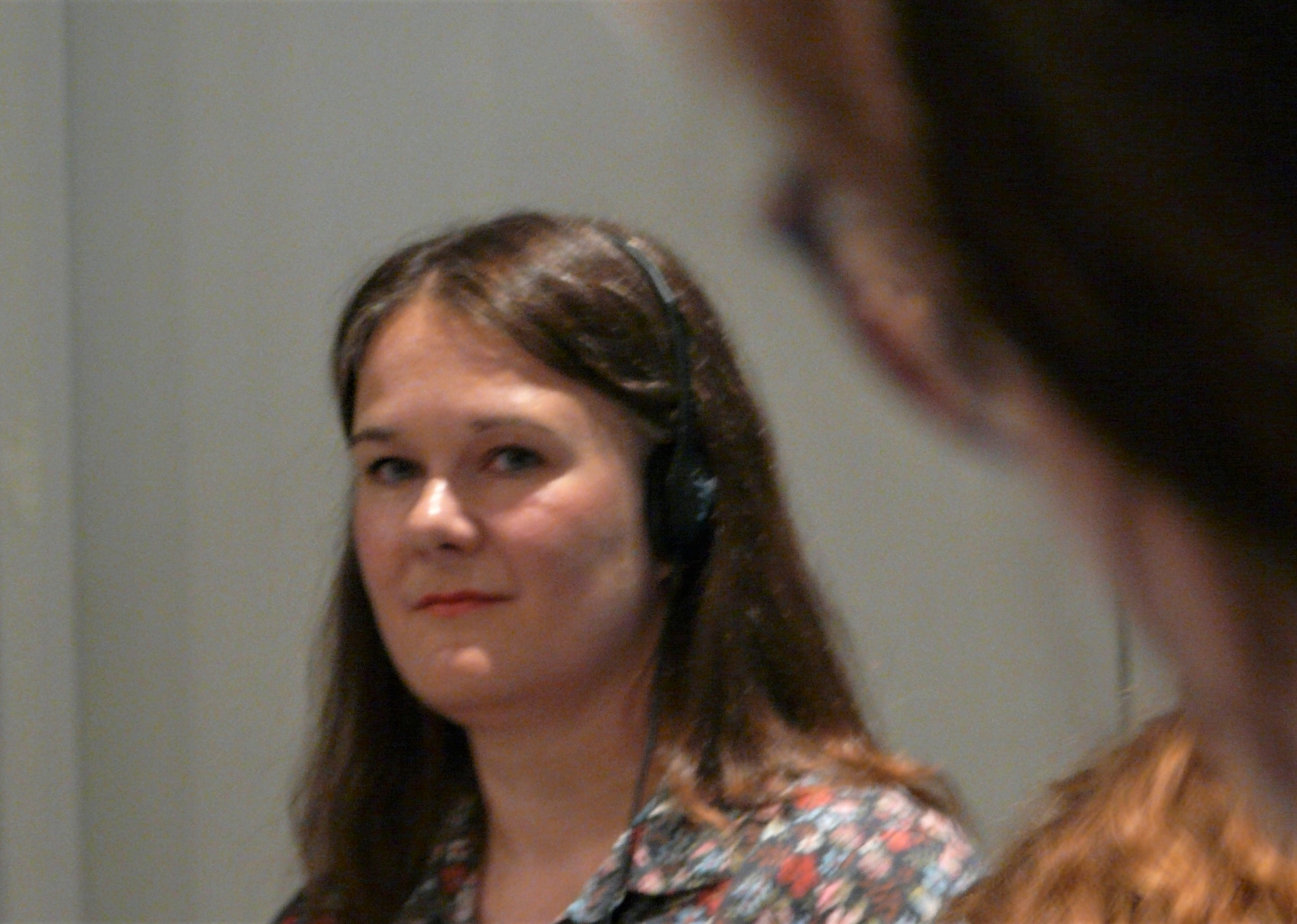
Marie Aubert, 2022

Marie Grønborg Aubert (* 17. Juli 1979) ist eine norwegische Schriftstellerin.

## Werdegang
Aubert ist ausgebildete Journalistin, hat einen Bachelor-Abschluss in Literaturwissenschaft und besuchte die Schreibakademie in Bergen. Seit 2018 arbeitet sie beim Verlag Kagge Forlag, der heute in Norwegen zu den führenden Buchverlagen zählt.

## Werke
- Kan jeg bli med deg hjem, Kurzgeschichten (Forlaget Oktober, 2016)
  - dt. Kann ich mit zu dir? (Rowohlt Hundert Augen, 2022) – übersetzt von Ursel Allenstein und Stefan Pluschkat
- Stille uke, Sachbuch (Vårt Land, 2018)
- Voksne mennesker, Roman (Forlaget Oktober, 2019)
  - dt. Erwachsene Menschen (Rowohlt Hundert Augen, 2021) – übersetzt von Ursel Allenstein
- Jeg er egentlig ikke sånn, Roman (Forlaget Oktober, 2022)
  - dt. Eigentlich bin ich nicht so (Rowohlt Hundert Augen, 2024) – übersetzt von Ursel Allenstein und Stefan Pluschkat